# Gunnison County
Gunnison County is een county in de Amerikaanse staat Colorado.
De county heeft een landoppervlakte van 8.388 km² en telt 13.956 inwoners (volkstelling 2000). De hoofdplaats is Gunnison.